# Dean Malenko
Dean Simon (Irvington (New Jersey), 4 augustus 1960), beter bekend als Dean Malenko, is een Amerikaans voormalig professioneel worstelaar die bekend was in de Extreme Championship Wrestling (ECW) en World Championship Wrestling (WCW).

## In het worstelen
- Finishers
  - Cloverleaf

- Signature moves
  - Sitout double underhook powerbomb
  - Brainbuster
  - Figure four leglock
  - Fireman's carry gutbuster, sometimes from the second rope
  - Leg lariat
  - Spinning heel kick
  - Tilt-a-whirl backbreaker

- Managers
  - Debra

- Bijnamen
  - "The Man of 1,000 Holds"
  - "The Shooter"
  - "The Iceman"
  - "Double Ho Seven"

## Prestaties
- Extreme Championship Wrestling
  - ECW Television Championship (2 keer)
  - ECW Tag Team Championship (1 keer met Chris Benoit)

- World Championship Wrestling
  - WCW Cruiserweight Championship (4 keer)
  - WCW United States Heavyweight Championship (1 keer)
  - WCW World Tag Team Championship (1 keer met Chris Benoit)

- World Wrestling Federation
  - WWF Light Heavyweight Championship (2 keer)

- Wrestling Observer Newsletter awards
  - Feud of the Year (1995) vs. Eddie Guerrero
  - Best Technical Wrestler (1996, 1997)

- Andere titels
  - ICWA Light Heavyweight Championship (1 keer)
  - SPW Heavyweight Championship (1 keer)